# Корона Наполеона III
Корона Наполеона III — французький імператорський символ та клейнод монаршої влади, виготовлений для імператора Наполеона III.

## Історія
Хоча офіційної церемонії коронації для імператора та імператриці не було, корона була зроблена для імператора французів Наполеона III з нагоди Всесвітньої виставки 1855 в Парижі. Золота корона мала дугоподібні арки та пальметові дуги, інкрустовані діамантами. Увінчувала корону куля (глобус) з хрестом на горі.
У той же період була зроблена ще одна корона для імператриці Євгенії де Монтіхо, яка відома як Корона імператриці Євгенії. 
Після повалення Наполеона III у 1870, в результаті франко-прусської війни, він та його дружина жили у вигнанні в Англії; де колишній імператор помер у 1873.
Більшість французьких королівських коронних клейнодів, включаючи корону Наполеона III, було продано Третьою республікою у 1885. 
Однак корону імператриці Євгенії повернули колишній імператриці, яка заповіла її принцесі Марі-Клотільді Бонапарт. Згодом вона потрапила на аукціон у 1988, після чого її подарував Роберто Поло музею Лувр в Парижі, де вона зараз виставлена.